# Sacerdoti missionari della regalità di Cristo
L'Istituto Secolare Sacerdoti missionari della regalità di Cristo è un istituto secolare della Chiesa cattolica, cioè una comunità di presbiteri diocesani che pronunciano i voti di povertà, castità ed obbedienza, ma non conducono vita comune e si impegnano in tutti gli ambiti della vita diocesana.

## Origine
Il fondatore, padre Agostino Gemelli, voleva proporre una via di “perfezione” spirituale ai sacerdoti diocesani, in analogia a quanto aveva in precedenza creato per i laici: l'"Istituto Secolare delle Missionarie della Regalità di Nostro Signore Gesù Cristo" e l'Istituto Secolare dei Missionari della Regalità di Cristo.
Come i laici erano chiamati alla “perfezione” nel loro stato di permanenza nel mondo, così il cammino spirituale doveva “elevare” i singoli sacerdoti, con una finalità missionaria, per servire la Chiesa locale a partire dai presbiteri diocesani.

## Storia dell'Istituto
L'istituto viene costituito a San Damiano di Assisi il 4 ottobre 1953.
Il 16 aprile 1971 è eretto canonicamente come Istituto di diritto diocesano dal Vescovo di Arezzo, Mons. Giovanni Telesforo Cioli.
Il 15 luglio 1978 riceve l'approvazione pontificia, quindi diviene Istituto di diritto pontificio.
Il 3 dicembre 2001 viene riconosciuta la personalità giuridica dell'Istituto secolare dei sacerdoti missionari della regalità di Cristo. L'8 luglio 2003 l'Istituto è ricevuto in udienza dal Papa Giovanni Paolo II, in occasione del cinquantesimo anniversario della fondazione.

## Rivista
L'Istituto Secolare dei Sacerdoti Missionari della Regalità di Cristo pubblica per i suoi soci Ut unum sint, il cui direttore è Don Lucio Greco.

## Presidenti
Presidenti dell'istituto dal 1953 ad oggi:
- Luigi Villa dal 1953 al 1964;
- Angelo Mazzarone dal 1964 al 1988;
- Gabriele Mercol dal 1988 al 1994;
- Giuseppe Fumo dal 1994 al 2000;
- Francesco Zenna dal 2000 al 2012;
- Giuliano Santantonio dal 2012 ad oggi.